# 大坌坑文化
大坌坑文化是台灣新石器時代的文化中最早的一層，名稱來自大坌坑遺址，被認為是島嶼東南亞地區最早的農業人群與南島語族人群，也是臺灣原住民族的起源文化。該文化的分佈地區，廣泛分佈於台灣西部地區。從各遺址或研究所得的推測年代不一，大致上約距今6000年至4200年之間。

## 分期
大坌坑文化的分期以早期農業發展為界線，可以為早期大坌坑（距今6000年至4800年），以及晚期大坌坑（距今4800年至4200年）。
早期大坌坑完全缺乏農作物的直接考古證據，生業相關的出土物多為貝塚，晚期大坌坑則以南科考古遺址群為代表，南關里東考古遺址出土了最早的稻米與小米考古證據（碳十六定年測定距今4500年），也出土了豬隻與最早的台灣犬墓葬等農業生業相關的直接證據。

## 文化內涵
早年考古學家依循陶器器型類型學分類，將紅色粗繩紋陶器視為大坌坑文化的主要特徵。

## 重要性

### 新移入農業人群
大坌坑文化被廣泛視為與舊石器時代長濱文化人群斷裂，一批新移入台灣島的人群的代表性考古學文化，大坌坑文化有著更偏重農業的生業型態，兩種人群分別在台灣西部與台灣東部並存很長一段時間，最終台灣東部亦被以大坌坑文化為基礎發展的人群吸納或完全取代。

### 南島語族起源文化
台灣考古學家張光直於1987年，在中國學術期刊上提出大坌坑文化是南島語族起源文化，但不同意大坌坑文化的範圍僅限於台灣島，而是主張大坌坑文化是橫跨至中國東南沿海的兩岸史前共通文化，作為對「出台灣假說」的反論，這一史前文化範圍定義並非當代台灣考古學者的共識，仍有待爭議。

### 原住民文化
自大坌坑文化在台灣發展後，台灣考古學家觀察到大坌坑文化及其承繼者之間，存在很強的連續性，可以視為當代台灣原住民文化發展的起點，後續文化承繼了大坌坑文化的部分特徵與生業型態，在台灣島各地發展出區域性的特徵。

## 大坌坑地方類型
此文化在各地與不同時間有所差異，可以分成：大坌坑、八甲、鳳鼻頭（菓葉）、月眉等地方類型。

## 遺址
可見大坌坑文化的遺址包括：新北市的大坌坑遺址；台北市的芝山岩遺址；臺中市的安和遺址；台南市的南關里東遺址與八甲遺址；澎湖縣的菓葉遺址；高雄市的鳳鼻頭遺址；以及台東縣的長光遺址等。